# Samy Deluxe (Album)
Samy Deluxe ist das erste Soloalbum des gleichnamigen Rappers. Es erschien am 20. April 2001 über das Label EMI. In Deutschland erhielt das Album aufgrund von mehr als 150.000 verkauften Einheiten eine Goldene Schallplatte.

## Produktion
Das Album wurde größtenteils von den Produzenten von Dynamite Deluxe, Tropf (zehn Beats) und DJ Dynamite (fünf Beats), produziert. Der Hamburger Produzent Sleepwalker schuf die Instrumentals zu zwei Liedern und ein Beat stammt von Don Dougie. Samy Deluxe selbst fungierte als Ausführender Produzent.

## Covergestaltung
Das Albumcover ist schlicht gehalten. Es zeigt das Logo von Samy Deluxe (ein S, das einem Dollarzeichen ähnelt) in goldener Farbe auf dunkelbraunem Hintergrund, der an den Ledereinband eines Buches erinnert.

## Gastbeiträge
Auf drei Liedern des Albums sind Gastbeiträge anderer Rapper zu finden. Der spätere Kollabo-Partner von Samy Deluxe Afrob ist beim Song So soll's sein zu hören. Bei Eppendorf und Session bekommt Samy Deluxe Unterstützung von dem Hamburger Rapper Illo 77, wobei auf letzterem Track ebenfalls Dendemann und Nico Suave vertreten sind.

## Titelliste
| Professionelle Bewertungen | Professionelle Bewertungen |
| -------------------------- | -------------------------- |
| Kritiken                   |                            |
| Quelle                     | Bewertung                  |
| laut.de                    | [ 5 ]                      |

| #  | Titel              | Gastmusiker                    | Produzent   | Länge |
| -- | ------------------ | ------------------------------ | ----------- | ----- |
| 1  | Wickeda MC         |                                | Tropf       | 3:28  |
| 2  | Die Meisten        |                                | DJ Dynamite | 3:56  |
| 3  | S.O.S.             |                                | Tropf       | 4:04  |
| 4  | Eppendorf          | Illo 77                        | DJ Dynamite | 3:26  |
| 5  | Positiv            |                                | Tropf       | 3:07  |
| 6  | Is nich’ wahr      |                                | Tropf       | 3:55  |
| 7  | Der Beste          |                                | Tropf       | 3:16  |
| 8  | Beat & Rap         |                                | Don Dougie  | 4:17  |
| 9  | Sensationell       |                                | Tropf       | 3:07  |
| 10 | Hab’ gehört…       |                                | Tropf       | 3:45  |
| 11 | Samy Deluxe 2001   |                                | Sleepwalker | 3:36  |
| 12 | Dreist             |                                | DJ Dynamite | 3:49  |
| 13 | So soll’s sein     | Afrob                          | Tropf       | 3:28  |
| 14 | Hausfriedensbruch  |                                | DJ Dynamite | 4:48  |
| 15 | Session            | Dendemann, Illo 77, Nico Suave | DJ Dynamite | 3:55  |
| 16 | Weck mich auf      |                                | Sleepwalker | 5:43  |
| 17 | Internetional Love |                                | Tropf       | 3:58  |
| 18 | Mach Schluss       |                                | Tropf       | 3:15  |

## Chartplatzierungen und Singles
Das Album stieg in der 19. Kalenderwoche des Jahres 2001 auf Platz 2 in die deutschen Charts ein. In den folgenden Wochen belegte es die Positionen 7, 10 und 19. Insgesamt hielt sich Samy Deluxe 31 Wochen in den Top 100. In den deutschen Jahrescharts 2001 belegte der Tonträger Rang 36.
Als Singles wurden Hab’ gehört..., Internetional Love und Weck mich auf ausgekoppelt.